# 原中勝征
原中 勝征（はらなか かつゆき、1940年4月15日 - 2025年7月11日）は、日本の医師。医学博士（東京大学、1975年）。医療法人杏仁会大圃病院（きょうじんかい おおはたびょういん）会長。第18代日本医師会会長。

## 人物
1940年、茨城県生まれ。福島県浪江町出身。『日本医師会 平成三十年の歩み』にある経歴中で茨城県生まれと記載されているが、『浪江町くらしのガイドブック』には郷土出身者の一人として掲載されている。
1966年に日本大学医学部卒業。1967年に東京大学医学部に入局。1980年に東京大学医科学研究所内科医局長、1990年に東京大学助教授に就任。この間、TNF-αの研究で世界的な業績を挙げる。
1991年に医療法人杏仁会大圃病院に転職。2011年に同院理事長・院長に就任。2000年に茨城県医師会副会長に就任、2004年に茨城県医師会会長に就任。2010年から2012年まで、第18代日本医師会会長を務める。
2010年には、日本会議代表委員を務める。
2009年の自由民主党政権から民主党政権への政権交代時に「政権交代の立役者」とも言われ、2012年までの民主党政権のブレーンとなった。
2025年7月11日死去。85歳没。

## 表彰・受章歴
- 2007年 - 救急医療への功労で厚生労働大臣表彰を受ける[4]。
- 2017年4月 - 旭日重光章を受章[10]。

## 経歴
出典：医療法人杏仁会 大圃病院「病院のご案内（ごあいさつ）- 会長 原中勝征（はらなか　かつゆき）」
- 日本大学医学部卒業
- 東京大学医科学研究所 内科医局員
- 東京大学医学博士
- 日本大学医学部客員助教授
- アメリカ・スローンケタリング癌研究所 出張
- 東京大学医科学研究所 内科医局長
- 科学技術庁長官 注目発明賞
- アメリカ・バイオセラピー癌研究所 学術顧問
- 西ドイツ・ガンセンター国際学会 委員
- アメリカ・カリフォルニア大学国際シンポジウム 委員
- 中華人民共和国癌基金財団 名誉会員
- 東京大学内科助教授
- 医療法人杏仁会 大圃病院 理事長・院長
- 社会福祉法人筑圃苑 介護老人福祉施設筑圃苑 理事長
- 茨城県医師会会長
- 日本医師会会長
- 医療法人杏仁会 大圃病院 会長

## 著書
- 『TNF : 腫瘍 壊死 因子』日本医事新報社、1984年
- 『医療再生命を守る医師会へ』共同通信社、2012年、ISBN 978-4-7641-0645-1
- 『私たちはなぜTPPに反対するのか』祥伝社、2014年、ISBN 978-4-396-44021-3
- 『国民を幸せにする政治 医療現場からの訴え』講談社エディトリアル、2022年、ISBN 978-4-86677-116-8